# SABMiller
Az SABMiller plc a világ második legnagyobb sörgyártó cége volt (az Anheuser-Busch InBev után). A dél-afrikai alapítású céget 2016-ban vásárolta fel versenytársa, az AB InBev.
A cég volt a tulajdonosa 1993 és 2016 között a Dreher Sörgyáraknak.

## Története
1895-ben Dél-Afrikában alapították a South African Breweries (SAB) sörgyárat. A cég 1993-ban vásárolta meg a főleg Észak-Amerikában jelen lévő  Miller Brewing Company-t. 2002-ben változtatták a nevüket SABMiller-re

## Gazdasági adatok
210 millió hektoliter sört gyártottak (2009)

## Leányvállalatai és márkái

### Európa
23 sörgyár van a tulajdonukban Európában (a résztulajdonokkal együtt) 15.987 alkalmazott dolgozik a kontinensen (2009)

#### Márkák
Arany Ászok • Ciucas • Dębowe Mocne • Dorada • Dorada Especial • Dorada Sin • Dreher Bak • Dreher Classic • Dreher Hidegkomlós • Dreher Summer Moment • Dreher Winter Moment • Dreher 24 • Dreher 24 Gyömbér • Dreher 24 Pomelo-Grapefruit • Dreher 24 Lime-Málna • Frisco • Frisco Dry • Gambrinus • Gambrinus Dia • Gambrinus Premium Gingers • Gran Riserva • Grolsch • Grolsch Blond • Grolsch Weizen • Kőbányai Sör • Ksiazece Tyskie • Lech Free • Lech Lite • Lech Mocny • Lech Pils • Lech Premium • Moya Kaluga • Peroni • Peroni Leggera • Peroni Nastro Azzurro • Pilsner Urquell • Radegast Birell • Radegast Original • Radegast Premium • Raffo • Redd's Apple • Redd's Red • Redd's Sun • Šariš Dark • Šariš Premium • Šariš Light • Siroco by Tropical • Smädný Mnìch • Stejar • Timisoreana • Topvar • Tri Bogatyrya Bochkovoye • Tri Bogatyrya Svetloye • Tropical • Tropical Premium • Tyskie Gronie • Ursus Premium • Velkopopovický Kozel • Velkopopovický Kozel Cerny • Velkopopovický Kozel Premium • Velkopopovický Kozel Svěltý • Wojak • Wührer • Zolotaya Bochka Klassicheskoye • Zolotaya Bochka Svetloye • Zolotaya Bochka Vyderzhannoye • Żubr

### Afrika és Ázsia
41 sörgyár volt a tulajdonukban (a résztulajdonokkal együtt). 13 841 alkalmazott dolgozik a kontinensen(2009)

### Dél-Afrika
7 sörgyár volt a tulajdonukban. 12 184 alkalmazott dolgozik az országban (2009)

### Latin Amerika
17 sörgyár volt a tulajdonukban (a résztulajdonokkal együtt). 24 793 alkalmazott dolgozik a kontinensen(2009)

### Észak-Amerika
8 sörgyár volt a tulajdonukban. 8643 alkalmazott dolgozik a kontinensen (2009)